# Circondario di Kita
Il circondario di Kita è un circondario del Mali facente parte della regione di Kayes. Il capoluogo è Kita.

## Geografia antropica

### Suddivisioni amministrative
Il circondario di Kita è suddiviso in 33 comuni:
- Badia
- Bendougouba
- Benkady Founia
- Boudofo
- Bougaribaya
- Didenko
- Djidian
- Djougoun
- Gadougou I
- Gadougou II
- Guémoukouraba
- Kassaro
- Kita
- Kita Nord
- Kita Ouest
- Kobri
- Kokofata

- Kotouba
- Koulou
- Kourouninkoto
- Madina
- Makano
- Namala Guimba
- Niantanso
- Saboula
- Sébékoro
- Séféto Nord
- Séféto Ouest
- Senko
- Sirakoro
- Souransan Tomoto
- Tambaga
- Toukoto